# جیمز لیگمن ویلیامز
جیمز لیگمن ویلیامز (انگلیسی: James Leighman Williams؛ زادهٔ september ۲۲, ۱۹۸۵ (۳۹ سال)) ورزشکار شمشیربازی اهل ایالات متحده آمریکا است.
وی در مسابقات کشوری و بین‌المللی در مجموع برندهٔ ۲ مدال طلا، ۲ مدال نقره شده‌است.